# Yōhei Kurakawa
Yōhei Kurakawa (藏川 洋平?, Kurakawa Yōhei; Yamaguchi, 10 agosto 1977) è un ex calciatore giapponese, di ruolo difensore.